# باربادییو دل مرکادو
باربادییو دل مرکادو (به اسپانیایی: Barbadillo del Mercado) یک شهرستان در اسپانیا است.